# Santa Rosa, Tecoanapa
Santa Rosa är en ort i Mexiko.   Den ligger i kommunen Tecoanapa och delstaten Guerrero, i den södra delen av landet, 270 km söder om huvudstaden Mexico City. Santa Rosa ligger 581 meter över havet och antalet invånare är 243.
Terrängen runt Santa Rosa är kuperad. Runt Santa Rosa är det ganska tätbefolkat, med 65 invånare per kvadratkilometer. Närmaste större samhälle är San Francisco, 3,8 km norr om Santa Rosa. Omgivningarna runt Santa Rosa är en mosaik av jordbruksmark och naturlig växtlighet.